# ريتشارد بيرسفورد
ريتشارد بيرسفورد هو محامي وسياسي أمريكي، ولد في 1755 في تشارلستون في الولايات المتحدة، وتوفي بنفس المكان في 6 فبراير 1803. انتخب عضو مجلس نواب كارولاينا الجنوبية ‏.